# Lubny
Lubny (tiếng Ukraina: Лубни) là một thành phố của Ukraina. Thành phố này thuộc tỉnh Poltava. Thành phố này có diện tích ? km2, dân số theo điều tra dân số năm 2001 là 52572 người.

## Khí hậu
| Dữ liệu khí hậu của Lubny (1981–2010)    | Dữ liệu khí hậu của Lubny (1981–2010) | Dữ liệu khí hậu của Lubny (1981–2010) | Dữ liệu khí hậu của Lubny (1981–2010) | Dữ liệu khí hậu của Lubny (1981–2010) | Dữ liệu khí hậu của Lubny (1981–2010) | Dữ liệu khí hậu của Lubny (1981–2010) | Dữ liệu khí hậu của Lubny (1981–2010) | Dữ liệu khí hậu của Lubny (1981–2010) | Dữ liệu khí hậu của Lubny (1981–2010) | Dữ liệu khí hậu của Lubny (1981–2010) | Dữ liệu khí hậu của Lubny (1981–2010) | Dữ liệu khí hậu của Lubny (1981–2010) | Dữ liệu khí hậu của Lubny (1981–2010) |
| Tháng                                    | 1                                     | 2                                     | 3                                     | 4                                     | 5                                     | 6                                     | 7                                     | 8                                     | 9                                     | 10                                    | 11                                    | 12                                    | Năm                                   |
| ---------------------------------------- | ------------------------------------- | ------------------------------------- | ------------------------------------- | ------------------------------------- | ------------------------------------- | ------------------------------------- | ------------------------------------- | ------------------------------------- | ------------------------------------- | ------------------------------------- | ------------------------------------- | ------------------------------------- | ------------------------------------- |
| Trung bình ngày tối đa °C (°F)           | −1.7 (28.9)                           | −0.9 (30.4)                           | 4.9 (40.8)                            | 14.0 (57.2)                           | 21.1 (70.0)                           | 24.1 (75.4)                           | 26.2 (79.2)                           | 25.6 (78.1)                           | 19.4 (66.9)                           | 12.3 (54.1)                           | 4.0 (39.2)                            | −0.6 (30.9)                           | 12.4 (54.3)                           |
| Trung bình ngày °C (°F)                  | −4.3 (24.3)                           | −4.0 (24.8)                           | 1.1 (34.0)                            | 9.1 (48.4)                            | 15.4 (59.7)                           | 18.8 (65.8)                           | 20.7 (69.3)                           | 19.7 (67.5)                           | 14.0 (57.2)                           | 7.9 (46.2)                            | 1.3 (34.3)                            | −3.1 (26.4)                           | 8.1 (46.6)                            |
| Tối thiểu trung bình ngày °C (°F)        | −6.7 (19.9)                           | −6.7 (19.9)                           | −2.1 (28.2)                           | 4.7 (40.5)                            | 10.0 (50.0)                           | 13.7 (56.7)                           | 15.6 (60.1)                           | 14.5 (58.1)                           | 9.6 (49.3)                            | 4.3 (39.7)                            | −1.1 (30.0)                           | −5.3 (22.5)                           | 4.2 (39.6)                            |
| Lượng Giáng thủy trung bình mm (inches)  | 42.2 (1.66)                           | 43.3 (1.70)                           | 44.3 (1.74)                           | 44.0 (1.73)                           | 45.8 (1.80)                           | 85.7 (3.37)                           | 63.1 (2.48)                           | 59.3 (2.33)                           | 60.5 (2.38)                           | 47.1 (1.85)                           | 49.4 (1.94)                           | 47.7 (1.88)                           | 632.4 (24.90)                         |
| Số ngày giáng thủy trung bình (≥ 1.0 mm) | 9.2                                   | 9.6                                   | 8.9                                   | 7.4                                   | 8.2                                   | 9.1                                   | 7.9                                   | 6.4                                   | 7.5                                   | 6.7                                   | 8.3                                   | 9.4                                   | 98.6                                  |
| Độ ẩm tương đối trung bình (%)           | 85.9                                  | 83.1                                  | 77.4                                  | 66.3                                  | 63.2                                  | 68.4                                  | 68.6                                  | 68.0                                  | 74.6                                  | 79.6                                  | 86.9                                  | 87.4                                  | 75.8                                  |
| Nguồn: Tổ chức Khí tượng Thế giới        |                                       |                                       |                                       |                                       |                                       |                                       |                                       |                                       |                                       |                                       |                                       |                                       |                                       |